# Rivière Flamand Ouest
Pour les articles homonymes, voir Flamand.
La rivière Flamand Ouest est un tributaire de la rive nord-ouest de la rivière Flamand coulant dans les cantons de Frémont, de Chouinard et de Bardy, dans le territoire de La Tuque, en Mauricie, au Québec, au Canada.
La rivière Flamand Ouest coule entièrement en zone forestière. Les principales activités économiques du bassin de la rivière Flamand Ouest sont la foresterie et les activités récréotouristiques. L'exploitation de la forêt s'effectue depuis le milieu du XXe siècle.

## Géographie
La rivière Flamand Ouest prend sa source principale au lac Frémont (longueur : 5,3 km ; altitude : 383 m) dans le canton de Frémont. Ce lac formé tout en longueur constitue un élargissement de la rivière du Nord (venant du sud). Une longue falaise caractérise la rive ouest du lac Frémont, surplombé par un sommet de montagne atteignant 558 m. Ce lac est surtout alimenté par sa pointe Sud par la rivière du Nord (lac Frémont)|rivière du Nord.
À partir de l'embouchure du lac Frémont (situé au nord), la rivière Flamand Ouest coule sur 30,1 km selon les segments suivants :
- 0,9 km vers le nord dans le canton de Frémont, jusqu'au ruisseau la Ligne (venant du nord) ;
- 1,8 km vers le nord-est, jusqu'à la limite du canton de Chouinard ;
- 5,6 km vers l'est dans le canton de Chouinard en recueillant les eaux de la décharge du lac Poisson Blanc (venant du nord), puis traverse vers l'est le "lac de la Loutre" sur sa pleine longueur, jusqu'à la rive nord-ouest du lac Duresme ;
- 2,0 km vers le sud en traversant le lac Duresme (longueur : 3,3 km ; altitude : 315 m), jusqu'à la limite du canton de Bardy ;
- 2,5 km vers le nord-est dans le canton de Bardy, jusqu'au ruisseau Milk (venant du nord) ;
- 10,4 km (ou 6,1 km en ligne directe) vers le sud, en serpentant en fin de segment jusqu'à la décharge (venant du nord-est) des lacs Skit et Bardy ;
- 2,8 km vers le sud, jusqu'au ruisseau Houle (venant de l'ouest) ;
- 4,5 km vers le sud, puis l'Est, jusqu'à la confluence de la rivière[2].

La rivière Flamand Ouest se déverse sur la rive nord-ouest de la rivière Flamand laquelle coule vers le nord-est pour rejoindre la rivière Saint-Maurice. Le réservoir Blanc qui constitue un élargissement de la rivière Saint-Maurice et de la rivière Flamand atteint la confluence de la rivière Flamand Ouest et comprend le lac Flamand. La rivière Saint-Maurice descend vers le sud jusqu'à Trois-Rivières où elle se déverse sur la rive nord du fleuve Saint-Laurent.
La confluence de la rivière Flamand Ouest Ouest est située à :
- 15,3 km au sud-est du pont ferroviaire du Canadien National à McTavish, qui enjambe le réservoir Blanc ;
- 40,0 km au sud-est du barrage de Rapides-Blanc qui retient les eaux du réservoir Blanc ;
- 50,3 km au nord-ouest du centre-ville de La Tuque.

## Toponymie
Le toponyme rivière Flamand a été désigné en 1829. Ce toponyme se réfère au nom d'un chasseur canadien. Il vivait depuis une quarantaine d'années au sein de la communauté Attikameks. Ce chasseur Flamand a pratiqué intensément la chasse sur ce territoire aujourd'hui inondé. Le toponyme de la rivière Flamand ouest est dérivée de celui de la rivière Flamand, car leurs embouchures respectives se situent tout près l'une de l'autre.
Le toponyme rivière Flamand Ouest a été inscrit officiellement le 5 décembre 1968 à la Commission de toponymie du Québec.